# Занятость
Занятость — не противоречащая законодательству деятельность граждан, связанная с удовлетворением их личных и общественных потребностей и приносящая им заработок, трудовой доход.

## Виды и типы
Существуют следующие виды и типы занятости:
- Временная неполная занятость;
- Вторичная занятость;
- Постоянная занятость;
- Неполная занятость;
- Нерегулярная занятость;
- Теневая занятость;
- Условная занятость;
- Частичная занятость.

Занятость может обеспечиваться как вступлением граждан в трудовые отношения, так и самостоятельной трудовой деятельностью (самозанятость). Экономически активное население, не занятое в производстве товаров и услуг, относят к категории безработных.